# Belleville-en-Beaujolais
Belleville-en-Beaujolais ist eine französische Gemeinde mit 12.588 Einwohnern (Stand 2015 – nach Fusion) im Département Rhône in der Region Auvergne-Rhône-Alpes. Sie gehört zum Arrondissement Villefranche-sur-Saône und zum Kanton Belleville-en-Beaujolais. Die Einwohner werden Bellevillois genannt.
Sie entstand als Commune nouvelle mit Wirkung vom 1. Januar 2019, indem die bisherigen Gemeinden Belleville und Saint-Jean-d’Ardières fusioniert wurden und in der neuen Gemeinden den Status einer Commune déléguée haben. Der Verwaltungssitz befindet sich im Ort Belleville.

## Gliederung
| Ortsteil                        | ehemaliger INSEE-Code | Fläche (km²) | Einwohnerzahl (2016) |
| ------------------------------- | --------------------- | ------------ | -------------------- |
| Belleville (Verwaltungssitz)000 | 69019                 | 10,42        | 8262                 |
| Saint-Jean-d’Ardières           | 69211                 | 12,44        | 4514                 |

## Geographie
Belleville-en-Beaujolais liegt am Ardière und an der Saône. Die Gemeinde ist eines der Zentren des Weinbaugebietes Beaujolais, da hier viele namhafte Weinhändler angesiedelt sind und alle Orte, die über einen Cru des Beaujolais verfügen, in der Nähe liegen.
Umgeben wird Belleville-en-Beaujolais von den Nachbargemeinden Corcelles-en-Beaujolais im Norden, Dracé im Nordosten, Taponas im Osten und Nordosten, Guéreins im Osten, Montmerle-sur-Saône im Südosten, Saint-Georges-de-Reneins im Süden, Charentay im Südwesten, Saint-Lager und Cercié im Westen und Villié-Morgon im Nordwesten.
Im Gemeindegebiet liegt der Flugplatz Belleville-Villié-Morgan.

## Sehenswürdigkeiten

### Belleville
- Die Kirche Notre-Dame aus dem 12. Jahrhundert war ursprünglich Bestandteil einer Augustinerabtei, die von einem der Herren von Beaujeu als Grablege für seine Familie gestiftet wurde. 1168 begonnen, 1179 geweiht, gotisch weitergebaut. Die Darstellungen der Todsünden auf den Kapitellen im Kirchenschiff verdienen eine besondere Beachtung; ebenso die geometrischen Motive, die sich am romanischen Portal der gotisch vollendeten Kirche befinden. Auch ihren Turm erhielt die Kirche erst im 13. Jahrhundert.
- Kapelle von Bouilly
- Das Hôtel-Dieu de Belleville aus dem Jahr 1733.

### Saint-Jean-d’Ardières
- Haus des Beaujolais, Dokumentation des Weinbaus der Gegend
- Schloss Pizay aus dem 14. und 17. Jahrhundert mit Weinhügeln über 50 Hektar
- Kapelle Brouilly (auch: Notre-Dame)
- Flugplatz von Belleville

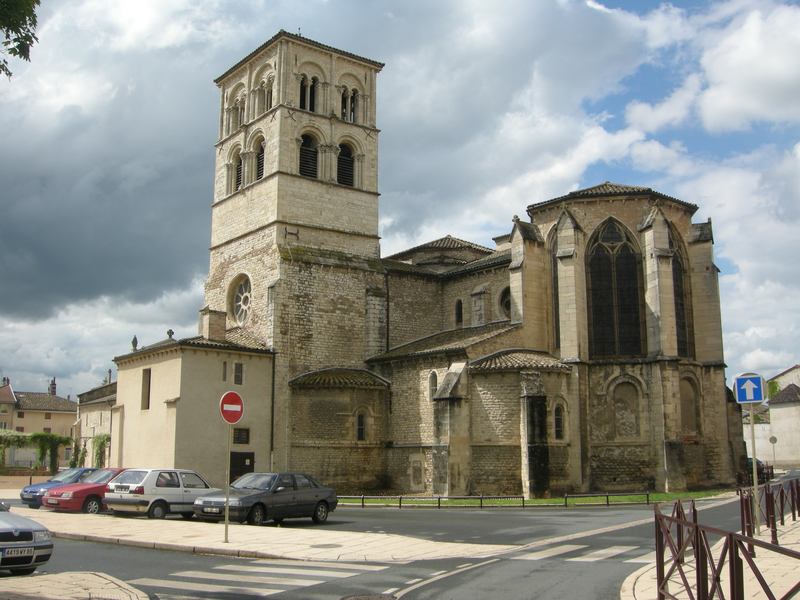
Die Kirche 'Notre Dame`in Belleville
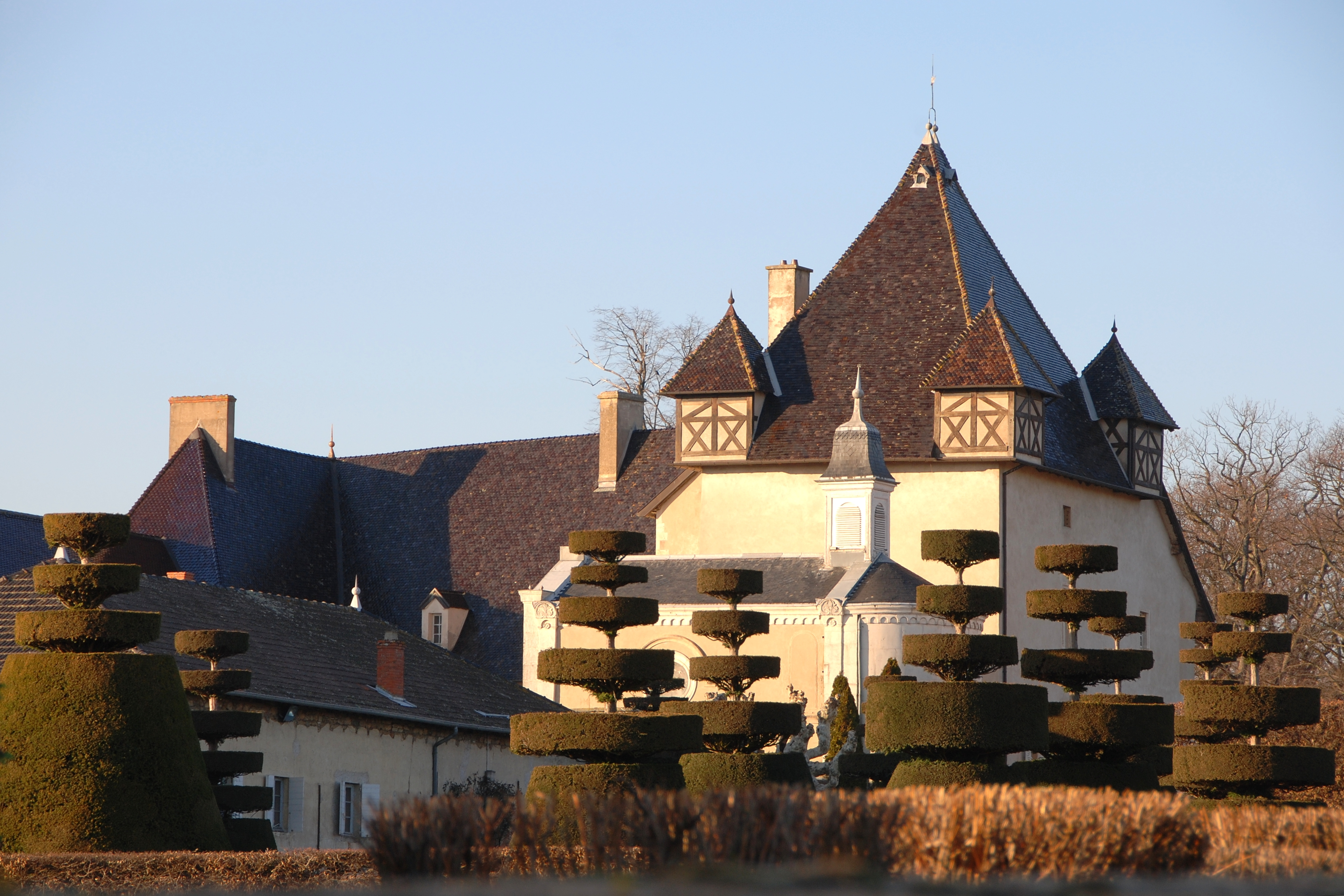
Schloss Pizay in Saint-Jean-d’Ardière
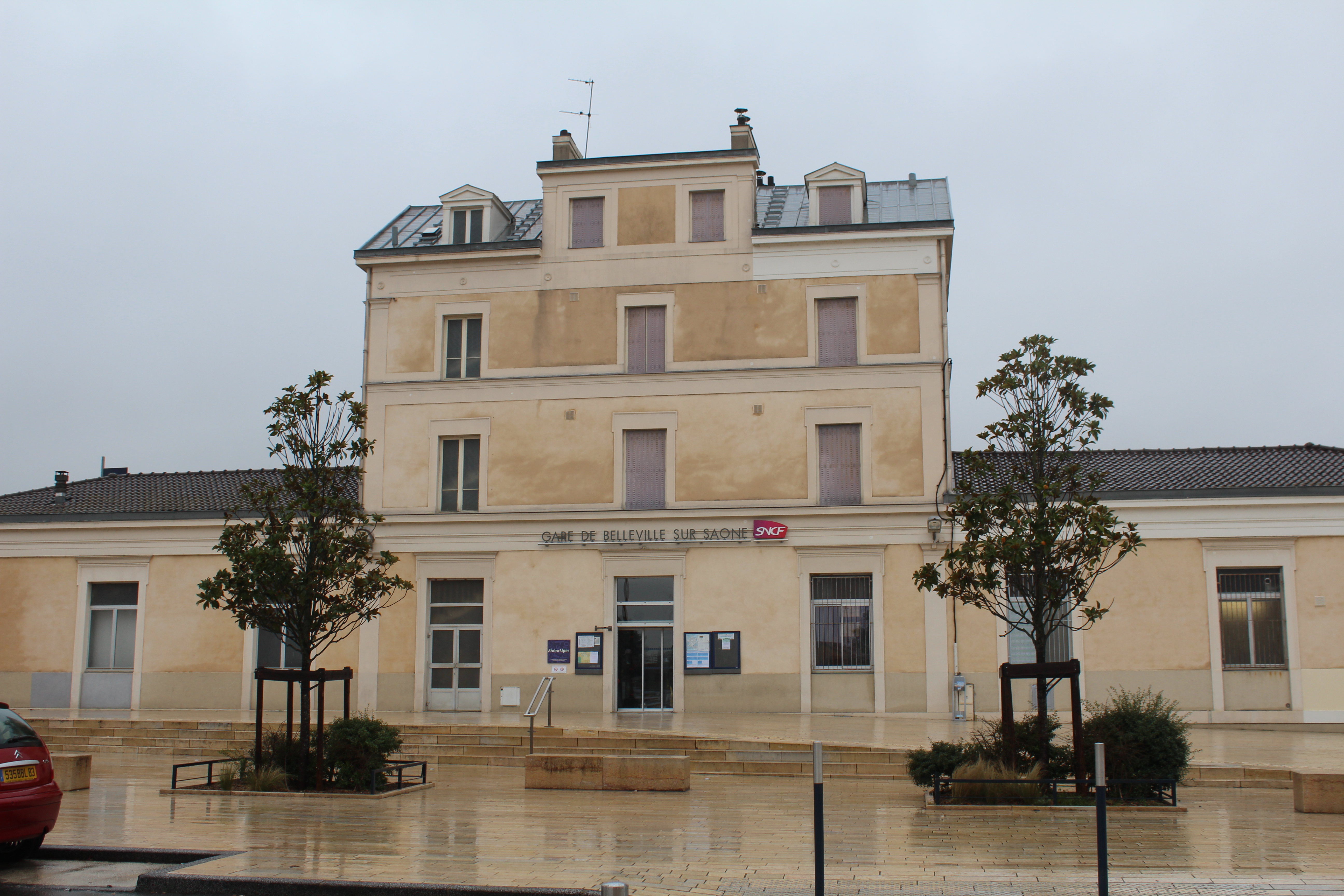
Der Bahnhof von Belleville-sur-Saône

## Städtepartnerschaften
- Seit 1991 pflegt die Ortschaft Belleville die Städtepartnerschaft mit der deutschen Stadt Salzkotten in Nordrhein-Westfalen. Der offiziellen Besiegelung ging die Schulpartnerschaft der Salzkottener Philipp-Korte-Realschule mit dem Collège Émile Zola in Belleville voraus, die inzwischen seit über 30 Jahren erfolgreich läuft. Jährlich finden, zumeist im Mai, Begegnungen von Bürgern, Vereinen und Institutionen statt, an denen jeder interessierte Bürger aus Salzkotten teilnehmen kann.
- Eine weitere Partnerstadt Bellevilles ist Călărași in der Republik Moldau (seit 1995).[3]

## Persönlichkeiten
- Stephan von Bourbon (um 1190–1261), Dominikaner-Inquisitor des 13. Jahrhunderts, in Belleville geboren
- Jean-François Moyne (1801–1854), römisch-katholischer Geistlicher und Ordensgründer, in Belleville aufgewachsen
- Francis Popy (1874–1928), Komponist, in Belleville gestorben
- Gabriel Voisin (1880–1973), Flugzeug- und Automobilkonstrukteur, in Belleville geboren
- Léon Derny (1881–1963), Autorennfahrer